# Тениски стадион SDAT(-а)
13° 03′ 22″ С; 80° 14′ 19″ И / 13.05623° С; 80.23851° И
Тениски стадион SDAT-а (познат као Sports Development Authority of Tamil Nadu Tennis Stadium) је спортски стадион који се налази у Ченају у Индији. Налази се у делу Ченаја који се зове Нунгамбакам, па је стадион познат и под називом Nungambakkam Tennis Stadium. На њему се одржава Отворено првенство Ченаја у тенису сваке године прве недеље у јануару. Стадион је саграђен 1995. године од стране владе Тамил Надуа због јужноазијских игара које су се те године одржавале у Ченају. На стадиону се тениски турнир игра од 1997. године. Током година су на стадиону играли Патрик Рафтер, Јевгениј Кафељников, Пет Кеш, Борис Бекер, Тод Вудбриџ, Рафаел Надал и многи други познати светски тениски играчи. На овом стадиону су, такође, и познати индијски тениски пар Леандер Паес и Махеш Бупати освојили своју прву професионалну титулу у конкуренцији парова. 
Комлекс се састоји од једног главног терена и четири помоћна и на свима је постављена тврда подлога. Може да прими 5800 гледалаца. На стадион долазе студенти и ђаци из разних школа у Ченају због тениских тренинга.
Стадион је неколико пута био организатор мечева Дејвис купа.
Године 2013, је најављена реконструкција стадиона у износу од 45 милиона индијских рупија (око 680.000 Евра).